# Șarpe rău
Șarpele rău, șarpele de stepă sau șarpele cu burta galbenă (Dolichophis caspius, cu o denumire mai veche Coluber jugularis caspius) este un șarpe neveninos din familia colubridelor (Colubridae), de până la 2 m lungime, care trăiește în locurile uscate și călduroase din silvostepa din sud-estul Europei (inclusiv în România și Republica Moldova), Asia Mică și vestul Asiei. În România este mai des întâlnit în sudul Olteniei și Munteniei, sudul Banatului, sud-estul Moldovei și în mai multe localități din Dobrogea. Preferă liziera pădurilor, tufărișurile, coastele sau viroagele cu loess sau stâncile unde există vegetație arbustivă sau arborescentă. Are spatele cafeniu, brun-gălbui sau brun-cenușiu cu o dungă mediană longitudinală deschisă pe fiecare solz. Abdomenul este galben. Se hrănește cu șopârle de ziduri, gușteri, hârciogi, popândăi, șoareci și șobolani. Prinde prada cu o viteză mare, apucând-o cu gura și imobilizând aceasta prin presarea pe sol sub propria greutate (nu prin constricție). Este cel mai rapid șarpe din România, deplasându-se cu viteza de până la 5-6 m/sec. Se cațără cu mare iuțeală pe arbuști, copaci și pe stânci. Este un șarpe rapid și devine rapid defensiv în cazul in care este încolțit sau capturat – mai ales masculii. Mușcătura nu este veninoasă, dar este dureroasă, sângerează și se poate infecta. Împerecherea are loc în luna mai. La sfârșitul lunii iunie începutul lunii iulie, femela depune în locuri ascunse 5-20 ouă. Puii eclozează în prima jumătate a lunii septembrie. În condiții naturale, trăiește până la șapte ani.
Sunt cunoscute două subspecii ale speciei Dolichophis caspius:
- Dolichophis caspius caspius
- Dolichophis caspius eiselti

## Descriere
Șarpele de stepă are o talie mare atingând o lungime totală maximă a corpului de 2 metri și este considerat cel mai mare șarpe din fauna Europei. De obicei sunt întâlnite exemplare de 1,5-1.8 m. În România are o lungime maximă de 2 m, fiind unul dintre cei mai mari șerpi din fauna locală. 
În condiții naturale trăiește până la șapte-opt ani.
Capul este oval și alungit, ușor separat de gât. Vârful botului este obtuz și rotunjit. Trunchiul foarte lung, relativ gros. Coada este lungă și subțire. Raportul lungimea totală / lungimea cozii este de 2,6-3,5 în funcție de sex, masculii având coada mai lungă în raport cu lungimea corpilui. Ochii sunt relativ mari, în contact nemijlocit cu scuturile supralabialele 4 și 5 și au pupile rotunde. În dreptul ochilor se află un cantus distinct, concav. Dinții maxilari au o lungime inegală, fiind mai lungi în partea posterioară a maxilarului, ultimii doi dinți sunt adesea despărțiți de ceilalți printr-un interval îngust.
Date biometrice la exemplarele din România. Lungimea totală (cap + trunchi + coadă) 1160-1840 mm (în medie 1496,6 mm) la masculi, 800-1272 mm (în medie 1065,8 mm) la femele. Lungimea cap + trunchi (de la vârful botului la marginea anterioară a fantei cloacale) este de 695-1345 mm (în medie 1044 mm) la masculi; 655- 977 mm (în medie 817,6 mm) la femele. Lungimea cozii: 351-460 mm (în medie 409,8 mm) la masculi, 268-295 mm (în medie 281,4 mm) la femele. Lungimea capului  (de la vârful botului până la colțul gurii): 30 mm la masculi, 20 mm la femele. Lățimea capului (măsurată între colțurile gurii) 22-24 mm la masculi, 12 mm la femele. 
Folidoză (forma și dispoziția solzilor și scuturilor tegumentare). Șarpele rău se caracterizează prin solzi dorsali netezi (fără carene), fiecare solz cu două găurele (pori) apicale la vârf și sunt dispuși în jurul mijlocului trunchiului în 19 (rar 17 sau 21) șiruri transversale. Marginile scuturilor ventrale formează pe laturile corpului carene longitudinale slab exprimate.
Scutul rostral distinct din perspectivă dorsală, puțin mai lat decât înalt  și este ușor îndoit pe suprafața superioară a botului și ușor intercalat printr-un unghi obtuz între scuturile internazale. Scutul frontal egal sau puțin mai scurt decât scuturile parietalele, scobit pe ambele laturi și aproape egal de lat ca scutul supraocular.  Scutul frenal mic, de obicei mai lung decât înalt. Nara este situată între două plăci. Au un singur scut preocular mare și înalt, fără a atinge însă scutul frontal; foarte rar scutul preocular este divizat sau semidivizat în 2 scuturi. Sub scutul preocular se află un scut subocular mic situat între al treilea și al patrulea scut supralabial. În spatele ochiului se află două scuturi postoculare (rareori trei). 
Scuturile temporale sunt 2 + 2 (sau 2 + 3), adică dispuse în 2 rânduri cu câte 2 scuturi în fiecare (mai rar în al doilea rând se află 3 scuturi). Au 8 (rar 7 sau 9) scuturi supralabiale (♂, ♀ 8/8, variații 9/7, 9/8), al 4-lea și a 5-lea scut supralabial se află în contact cu ochiul. Scuturile sublabiale în număr de 8 (♂, ♀ 8/8, variații 9/9, 10/10) se află în contact cu scuturile inframaxilarele anterioare. Pe linia median-ventrală a capului se află 2 perechi de scuturi inframaxilare, cele anterioare de obicei mai scurte decât cele posterioare. La exemplarele tinere scuturile inframaxilare posterioare se ating reciproc, iar la adulți sunt de obicei separate de un rând de solzi mici.

Pe partea ventrală au 160-221 (la masculi 189-198, în medie 193,3, la femele 202-211 în medie 204,5) de plăci ventrale angulate lateral. Scutul anal este divizat. În urma orificiului cloacal se află 87-131 (la masculi de obicei 80-107, în medie 100,6, la femele 91-99, în medie 95,6) perechi de plăci subcaudale.

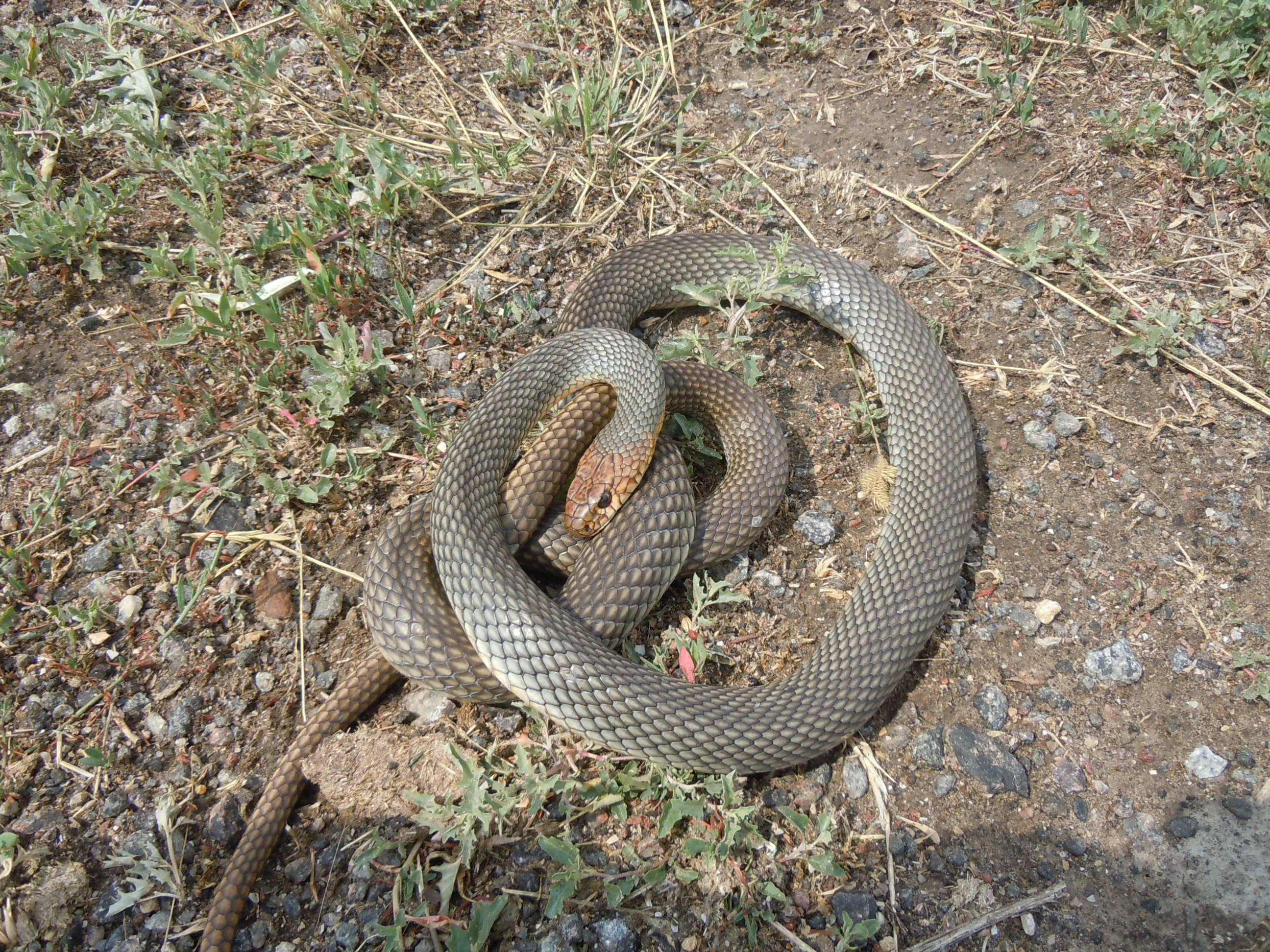

## Dimorfism sexual
Dimorfismul sexual este evident: masculii adulți sunt mai mari decât femelele, au capul mult mai mare. De asemenea, ei au mai puține scuturi ventrale (sub 196) și mai multe scuturi subcaudale.

## Răspândire
Șarpele rău este răspândit în sud-estul Europei și vestul Asiei: din Ungaria, sudul României, Bulgaria, Republica Moldova, sudul Ucrainei și Crimeea spre est până la poalele nordice ale Caucazul Mare, Povolgia (în regiunile Rostov, Volgograd și Astrahan)  și estul Kazahstanului, la nord până la 50° latitudine nordică și la sud până în Bosnia, Albania, Grecia (cu excepția insulelor din Marea Egee), nordul Turciei și Iordania. Pe coasta de vest a Mării Caspice se întâlnește până la granița Daghestanului cu Azerbaidjan (Hacimaz).
A fost găsit în următoarele țări: Ungaria, sudul României, Republica Moldova, estul Bosniei-Herțegovina, Croația, Macedonia, sudul Muntenegrului, Serbia, Albania, Bulgaria, Macedonia, Grecia, vestul și nordul Turciei, Iordania, sudul Ucrainei, sud-vestul Rusiei (Daghestan și regiunile Rostov, Volgograd și Astrahan), estul Kazahstanului, Georgia, Azerbaidjan, Iran.

### Răspândire în România

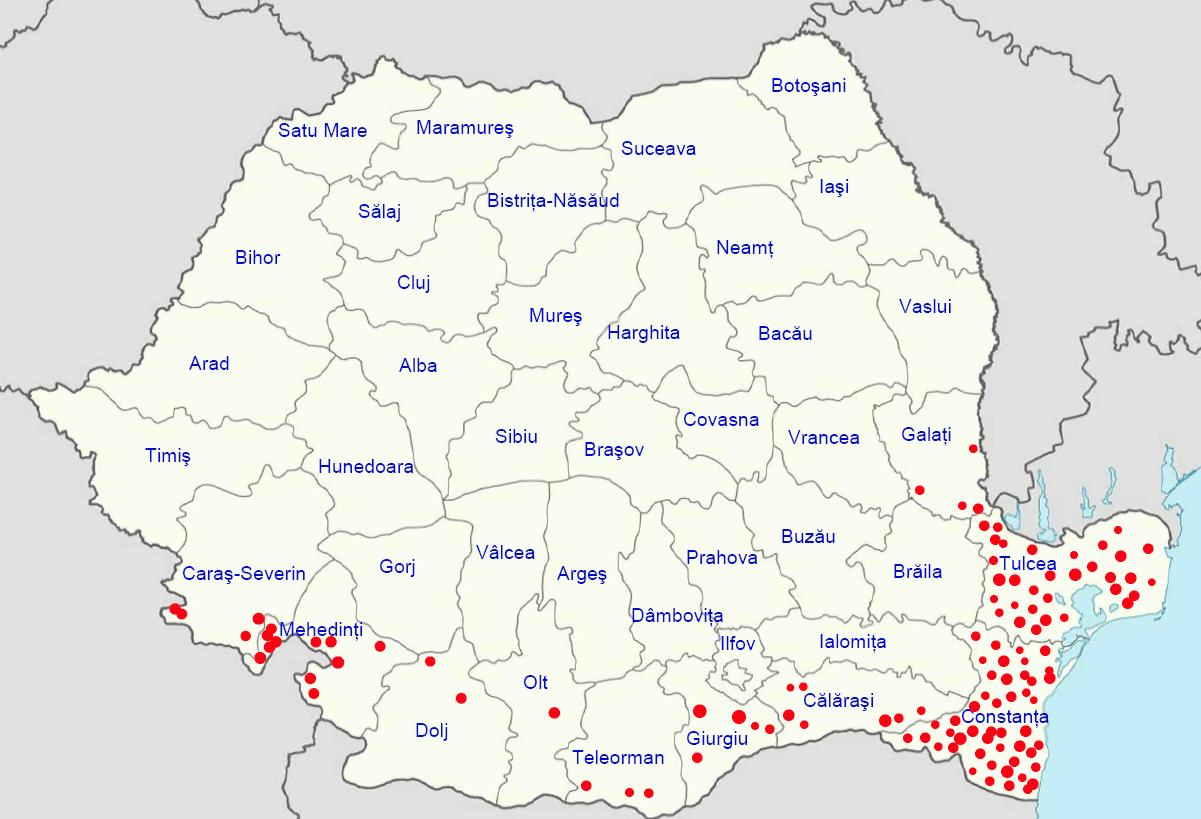
Răspândirea șarpelui rău în România (cerculețe roșii)

În România, șarpele rău trăiește în sudul Banatului și Olteniei, în partea de sud a Munteniei și în toată Dobrogea. Izolat, se întâlnește la vest de Galați.
A fost semnalat în următoarele județe:
- județul Caraș-Severin (Baziaș, Plavișevița, Băile Herculane etc)
- județul Mehedinți (Orșova etc)
- județul Arad (Arad)
- județul Ialomița (Gura Văii)
- județul Giurgiu (Comana etc)
- județul Călărași (Sărulești, Dorobanțu etc)
- județul Dâmbovița (Ghimpați)
- județul Galați (Hanu Conachi, Movileni)
- județul Constanța (Bugeac, Oltina, Băneasa - Canaraua Fetei, Albești – Hagieni, Pădurea Comorova, Adamclisi, Tuzla – Techirghiol, Agigea, Murfatlar, Valul lui Traian, Cernavodă, Năvodari, Histria - Caranasuf etc.)
- județul Tulcea (Babadag, Slava Rusă, Tulcea, Măcin etc.)

## Habitat
Șarpele rău este o specie euritopă, xerofilă și termofilă, fiind iubitor de căldură și de locuri uscate.
Trăiește în stepă deschisă, în silvostepă, prin pădurile de stepă și de munte nu prea umbrite, la marginile pădurilor de stepă, în tufărișurile din apropierea drumurilor, în semideșert, în nisipurile și pantele pietroase și argiloase tari de munte acoperite cu vegetație (arbori și arbuști), în grohotișurile pietroase și printre stânci, pe pantele vâlcelelor și ravenelor, pe malurile râpelor, pe coastele abrupte de-a lungul malurilor râurilor, în trestiișuri uscate. În Caucazul de Nord pătrunde în regiunile de deșert cu barcane de nisip. În perioadele secetoase ale anului este adesea întâlnit în luncile râurilor și terasele riverane și chiar în locuri mlăștinoase. Adesea este găsit, în căutare hranei și locurilor pentru depunerea ouălor, prin diferite ruine, inclusiv în ruinele caselor, în anexele gospodăriilor sau în clădirile caselor, sub stogurile și căpițele de fân, prin livezi, vii și alte locuri similare. În munți se urcă până la o altitudine de 2000 metri deasupra nivelului mării. În Caucaz se întâlnește la înălțimi de până la 1500-1600 m.
În România șarpele rău trăiește în silvostepă în locuri uscate și călduroase. Preferă liziera pădurilor, preajma tufișurilor, pantele sau viroagele cu loess sau stâncăriile, unde există o vegetație arbustivă sau arborescentă.
Ca adăposturi servesc galeriile rozătoarele (popândăilor și gerbililor), fisurile solului, golurile din grămezile de pietre, grohotișurile pietroase din vâlcelele de stepă, tufișurile, golurile de lângă rădăcini și scorburile joase.
De obicei, acești șerpi sunt foarte fideli locurile lor de trai permanente și se întorc înapoi la ele, chiar dacă s-au îndepărtat pe o distanță considerabilă.
În sudul Crimeei se întâlnesc în medie 1 exemplar pe 2 km lineari; în nordul Daghestanului - 3-4 șerpi pe 1 km linear, iar în sudul Armeniei - în medie 1 exemplar pe 3 km lineari.

## Comportament
Șarpele rău în sezonul rece hibernează în galeriile rozătoarelor și alte adăposturi din pământ. Hibernarea durează aproximativ jumate de an (de la jumătatea lui septembrie - începutul lui octombrie până în martie-aprilie). Pentru hibernare uneori se adună în același loc până la zece sau mai mulți indivizi. Din adăposturile de iarnă iese la sfârșitul lunii aprilie - începutul lunii mai și este activ din februarie-martie până în septembrie-octombrie. În Crimeea și Caucazul de Nord  apare la suprafață după hibernare pe la sfârșitul lunii martie - începutul lunii aprilie, în sudul Ucrainei - la mijlocul lunii aprilie, iar în Transcaucazia pe la sfârșitul lunii februarie.
Șarpele rău este un șarpe diurn și stă mult la soare, umbrit în parte de vreun tufiș, și pândește șopârlele din jur. Primăvara și toamna este activ în timpul zilei, iar vara (în sezonul mai cald al anului) curba activității devine bimodală cu 2 vârfuri caracteristice (dimineața și seara). 
Șarpele rău este cel mai rapid din șerpii faunei României. Viteza mișcărilor sale îi permite să surprindă chiar și pe gușterii cei mai vioi. 
În regiunile împădurite se cațără foarte bine pe arbori și arbuști în căutarea hranei (ca șarpele lui Esculap), urcându-se cu iuțeală până ce dispare în frunziș la o mare înălțime  (de până la 5-7 m). Aceeași ușurință o manifestă și în înaintarea printre stânci, unde se refugiază. 
O trăsătură distinctivă a comportamentului șarpelui rău este agresivitatea lui neobișnuită. Dintre șerpii faunei noastre, șarpele rău (mai ales masculii) este cel mai agresiv și răutăcios. Printre șerpii răi pe care i-a capturat Ion E. Fuhn, existau și exemplare cu comportament neagresiv (mai ales femelele), care puteau fi luate în mână fără teamă. 

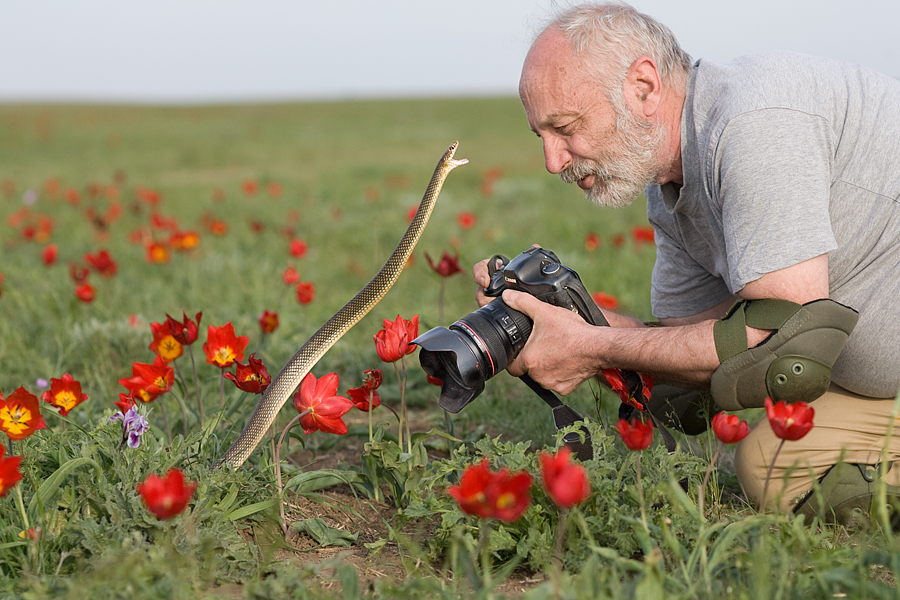
Comportamentul agresiv și de intimidare și atacurile șarpelui rău care șuieră puternic cu gura deschisă în fața omului

La întâlnirea cu un dușman șarpele rău se ascunde în crăpăturile și golurile dintre pietre, dar de multe ori când un dușman se apropie sau la întâlnirea cu omul nu încearcă să se ascundă prin fugă, ba dimpotrivă ia o postură amenințătoare, se încolăcește în spirală, așa cum fac șerpii veninoși, ridicând partea anterioară a corpului, șuieră puternic cu furie cu gura deschisă și se aruncă asupra inamicului cu salturi rapizi lungi și încearcă să lovească în direcția feței dușmanului sau omului. Șerpii mari pot face în acest caz salturi de până la 1,5-2 m lungime. Acesta este un comportament de intimidare a adversarului pe care îl imobilizează, îl înfricoșează, creându-și răgazul necesar fugii. Comportamentul agresiv al șarpelui rău poate pune pe fugă chiar și un animal mare, chiar și un cal. Când este prins este foarte agresiv, mușcă furios fața sau mâna atacatorului. S-au relatat chiar cazuri de atac neprovocat a șarpelui rău asupra oamenilor care treceau pe alături.
Fără a fi veninoasă, mușcătura șarpelui rău adult este dureroasă, sângerează și uneori poate să se infecteze,  dar de obicei este nepericuloasă pentru sănătatea omului. Adesea la păscut, oile sau vacile ce se întâlnesc cu vreun șarpe rău sunt mușcate de bot. Au fost cazuri când mușcătura s-a infectat, soldându-se cu moartea animalului respectiv.
Firesc, că caracterul răutăcios a șarpelui combinat cu o dimensiune impunătoare provocă frică, iar animalul - o antipatie generală. Existența în unele locuri a povestirilor fantastice despre boa giganți care urmăresc în stepă călătorii singuratici, au la bază întâlnirile cu șarpele rău.
Ion E. Fuhn scria despre comportamentul agresiv și atacurile neprovocate ale șarpelui rău asupra oamenilor: „Am crezut că acestea sunt exagerări, până când într-o zi de primăvară, cercetând rezervația din jurul Stațiunii zoologice Agigea, am fost avertizat de un trecător că văzuse în apropierea locului unde ne aflam un șarpe mare. Curios, am intrat într-un buruieniș des și înalt de vreo 60-70 cm, căutând șarpele. Deodată am văzut cum se mișca iarba și apoi am zărit o porțiune din corpul unui șarpe rău mare lunecând pe lângă mine și, spre uimirea mea, mărturisesc că am fost atacat de șarpe. Era un exemplar deosebit de voluminos, de circa 2 m, cu capul mare și se ridicase deasupra buruienilor, în fața mea, cu gura larg deschisă, șuierând puternic și lovind în direcția pieptului meu. Atacul s-a repetat de două-trei ori, apoi șarpele a dispărut în desiș. Chiar pentru un om obișnuit cu șerpii și conștient de caracterul inofensiv al atacului, comportamentul de intimidare al acelui șarpe avusese efectul scontat: uluirea și imobilizarea adversarului, pentru a-și crea răgazul necesar fugii.”

## Hrană
Se hrănește în principal cu șopârle: șopârlă de câmp (Lacerta agilis), șopârlă de stâncă (Darevskia saxicola), șopârlă de iarbă  (Podarcis tauricus), șopârlă de nisip (Eremias arguta), mai rar cu păsări și puii și ouăle lor (ciocârlii, presuri, pietrari) și rozătoare de mărimea popândăilor sau mai mici  (popândăi, șobolani, șoareci, șoareci săritori, gerbili, hamsteri cenușii), uneori cu alți șerpi (șarpe de casă), inclusiv cu cei veninoși: vipere obișnuite și vipere carenate (Echis carinatus) la mușcătura veninoasă al cărora el este indiferent. Rareori se hrănește cu amfibieni (în biotopurile relativ umede prinde broaște), insecte mari (mai ales gândaci) și păianjeni mari. Prada o găsește pe suprafața solului și în galerii. Poate scoate din galerii rozătoarele găsite. În căutare hranei se poate cățăra în arbori, unde devastează cuiburile de păsări situate nu prea înalt, dar cel mai adesea înfulecă puii de păsări care cuibăresc pe pământ.
În România hrana preferată a șerpilor tineri și maturi o formează reptilele, îndeosebi șopârlele: șopârlele de ziduri (Lacerta muralis) și gușterii (Lacerta viridis), iar pentru șerpii adulți principala pradă o reprezintă rozătoarele:  hârciogii (Cricetus) și popândăii (Citellus).
În Crimeea în hrana exemplarelor studiate au fost găsite reptile - șopârla de câmp (Lacerta agilis), șopârla de iarbă  (Podarcis tauricus), șopârla de stâncă (Darevskia saxicola) și șarpele de casă (Natrix natrix), păsări - presura (Emberiza) și mamifere - popândăi (Spermophilus), arvicoline (Arvicolinae), șoareci de pădure (Apodemus sylvaticus), hârciogi (Cricetidae) și chițcani (Soricidae).
În regiunea Astrahan șarpele rău din regiunile de semideșert se hrănește cu șopârle de nisip (Eremias arguta) și șopârle rapizi (Eremias velox) (31,5%), șopârle de câmp (Lacerta agilis) (22,5%), pui de ciocârlie de câmp (Alauda arvensis), de ciocârlan moțat (Galerida cristata) și de ciocârlie mică (Calandrella rufescens) (13,5%), pietrari (Oenanthe) (9%), popândăi mici (Spermophilus) (31,5%), gerbili (Gerbillinae) (18%), șoareci săritori (Dipodidae) (13,5%), hârciogi (Cricetulus) (18%), precum și cu insecte și păianjeni
În captivitate, exemplarele mai tinere preferă șopârlele, cele adulte se hrănesc bine cu șoareci și șobolani albi. 
Acest șarpe rapid și puternic își prinde prada într-o clipită cu o viteză uluitoare. Prada măruntă de obicei o înghite vie, fără a o sugruma. Animalele mai mari care opun rezistență le omoară, strivindu-le de pământ cu corpul său puternic sau după ce a apucat prada cu gura, o sugrumă prin încolăcire în curbura treimii anterioare a corpului, apoi își desprinde inelele corpului și o înghite

## Dușmani naturali
Printre dușmanii naturali care se hrănesc cu acest șarpe se numără păsările răpitoare mari, vulpile, jderii.

## Paraziți
Paraziții acestui șarpe sunt:
- acarienii (Gamasoidea) Ophidilaelaps radfordi Feider și Solomon, Ophidilaelaps ponticus Feider și Solomon
- acantocefalii (Acanthocephala) Echinorhynchus cinctus Rudolphi, Echinorhynchus polyacanthus (Creplin), Echinorhynchus heterorhynchus Parona
- nematodele (Nematoda) Strongylus catanensis Risso, Filaria parvomucronata Risso, Trichosoma sonsinoi.
- trematodele (Trematoda) Distoma subflavum Sonsino, Brachylaimus baraldii Sonsino, Saphedera naja Rudolphi.
- cestodele (Cestoda) Cysticercus acanthotetra Parona, Cysticercoides rostratus Mingazzini.

## Reproducere
În perioada nupțială șerpii se întâlnesc în perechi. Împerecherea are loc în România la sfârșitul lui mai, iar în Crimeea de la mijlocul lunii aprilie până la mijlocul lunii mai. Masculul imobilizează femela apucând-o cu gura de ceafă, își împletește coada de a ei și desăvârșește copulația. În timpul împerecherii își pierd vigilența lor obișnuită. 
Peste 4-6 săptămâni este depusă ponta. În România, femela depune ponta la finele lui iunie - începutul lui iulie și este compusă din 5-12 (maximum 20) ouă care au o dimensiune medie de 22 x 45 mm. În Crimeea ponta este depusă de la mijlocul lunii iunie până la începutul lunii iulie. Ponta este depusă în locuri ascunse: în cavități naturale din sol, uneori - în scorburile sau crăpăturile trunchiurilor arborilor.
Puii eclozează în prima jumătate a lunii septembrie și ating o lungime de 22-23 cm (fără coadă) la eclozare.
Maturitatea sexuală este atinsă la 3-4 ani.
Au fost raportate cazuri izolate despre reproducerea acestei specii în captivitate.

## Taxonomie
Este o specie specie politipică care include 2 subspecii: 
- Dolichophis caspius caspius (Gmelin 1789) - din Ungaria, România, sud-estul fostei republici Iugoslave, Albania, Bulgaria, Grecia, vestul Turciei, coasta pontică a Caucazului
- Dolichophis caspius eiselti (Zinner 1972) - din insulele grecești Rodos, Karpathos și Kasos din Marea Egee. [13] [14]

În România și Republica Moldova trăiește subspecia Dolichophis caspius caspius.
Specia Dolichophis caspius era inclusă în clasificările mai vechi ca o subspecie (Coluber jugularis caspius) în specia Coluber jugularis, care includea 4 subspecii: 
1. Coluber jugularis caspius Gmelin 1789 - din Ungaria, România, sud-estul fostei republici Iugoslave, Albania, Bulgaria, Grecia, insulele egeene, vestul Turciei, coasta pontică a Caucazului  - în prezent este ridicată în rang de specie, Dolichophis caspius (Gmelin, 1789)
2. Coluber jugularis asianus - din Irak, Iran - în prezent este inclusă ca subspecie (Dolichophis jugularis asianus) în specia Dolichophis jugularis (Linnaeus, 1758)
3. Coluber jugularis jugularis L. 1758 - din Transcaucaz și nord-vestul Persiei - în prezent este inclusă ca subspecie (Dolichophis jugularis jugularis) în specia Dolichophis jugularis (Linnaeus, 1758)
4. Coluber jugularis schmidti Nikolsky 1909 - din restul Caucazului, Armenia, Azerbaidjan, sudul Daghestanului, nordul Iranului; - în prezent este ridicată în rang de specie, Dolichophis schmidti (Nikolsky, 1909).

## Importanță

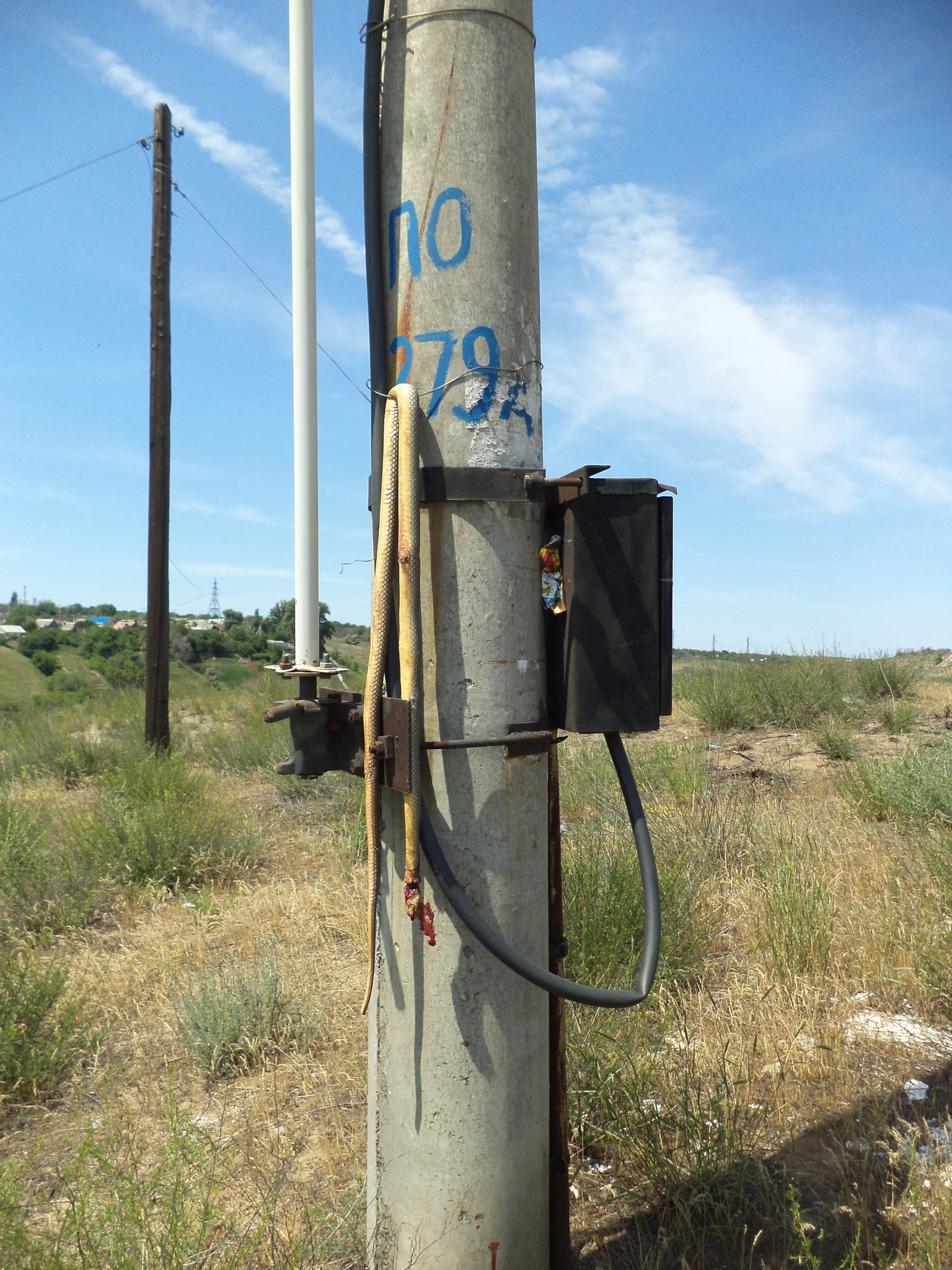
Oamenii de multe ori ucid șarpele rău, confundându-l cu un șarpe veninos.

Șarpele rău aduce foloase pentru agricultură deoarece se hrănește cu rozătoare care provoacă mari daune culturilor agricole. În raport cu aceste foloase, pagubele, mai mult locale, pe care le aduce prin consumul păsărilor și ouălor lor, sunt neînsemnate. Uneori este ținut în captivitate, așa că poate avea o valoare comercială.
Comportamentul agresiv al acestui șarpe provocă frică și antipatie față de el. În plus modul de viață în spații deschise și dimensiunile sale mari au ca rezultat uciderea lor de către oameni. Cad adesea victime sub roțile autovehiculelor.

## Stare de conservare
Deteriorarea, distrugerea și fragmentarea habitatelor, extinderea suprafețelor agricole și de pășunat, despăduririle, turismul și urbanizarea, utilizarea pesticidelor și a îngrășămintelor agricole, uciderea directă de către localnici, colectarea ilegală și traficul rutier sunt factorii principali ai scăderii populațiilor șarpelui rău.
În Lista roșie privind starea de conservare a reptilelor europene a IUCN specia Dolichophis caspius este menționată ca o specie neamenințată cu dispariția (LC - least concern), dar nu este încă evaluată în Lista roșie globală a UICN privind speciile amenințate. În Cartea Roșie a Vertebratelor din România specia este considerată ca fiind vulnerabilă (VU). Specia Dolichophis caspius este inclusă și în Cartea Roșie a Ucrainei ca specie vulnerabilă (VU) și în Cartea Roșie a Republicii Moldova.
În România, specia Dolichophis caspius este protejată prin Legea Nr. 13 din 1993, pentru aderarea României la Convenția la Convenția de la Berna (Anexa II, unde este menționată ca Coluber jugularis), Directiva Europeană 92/43/EEC a Consiliului Comunităților Europene (Anexa IV, unde este menționată ca Coluber jugularis) și de asemenea de Ordonanța de Urgență a Guvernului nr. 57/2007 privind regimul ariilor naturale protejate, conservarea habitatelor naturale, a florei și faunei sălbatice, aprobată cu modificări și completări ulterioare (Anexele IV A și IV B, unde este menționată ca Coluber caspius), fiind considerată o specie de interes comunitar și național care necesită o protecție strictă.